# Franco cambogiano
Il franc fu la moneta della Cambogia tra il 1875 ed il 1885. Aveva lo stesso valore del franco francese ed era suddivisa anch'esso in 100 centime. Circolava accanto alla piastre (dello stesso valore del peso messicano) ed 1 piastre valeva 5,37 franchi. Il franco sostituì il tical e fu a sua volta sostituito dalla piastra dell'Indocina francese. Non fu emessa carta-moneta.

## Monete
Furono emesse monete nei valori di of 5, 10, 25 e 50 centime, di 1, 2 e 4 franchi e di 1 piastre. Le monete da 5 e 10 centime erano coniate in bronzo, mentre gli altri pezzi erano in argento. Tutte le monete erano datate 1860 ma furono coniate (prevalentemente in Belgio) nel 1875. Tutte portavano il ritratto di re Norodom.